# Sako Utara Pasia Talang
Sako Utara Pasia Talang is een bestuurslaag in het regentschap Solok Selatan van de provincie West-Sumatra, Indonesië. Sako Utara Pasia Talang telt 1810 inwoners (volkstelling 2010).